# Kovářov (Bojanov)
Kovářov je vesnice a část městyse Bojanov v okrese Chrudim. Nachází se asi 2,5 kilometru severozápadně od Bojanova. Prochází zde silnice II/340. Kovářov leží v katastrálním území Kovářov u Seče o rozloze 3,81 km². V katastrálním území Kovářov u Seče leží i Holín.

## Historie
První písemná zmínka o vesnici pochází z roku 1329.